# Trizogeniates traubi
Trizogeniates traubi är en skalbaggsart som beskrevs av Martinez 1965. Trizogeniates traubi ingår i släktet Trizogeniates och familjen Rutelidae. Inga underarter finns listade i Catalogue of Life.